# Färgare

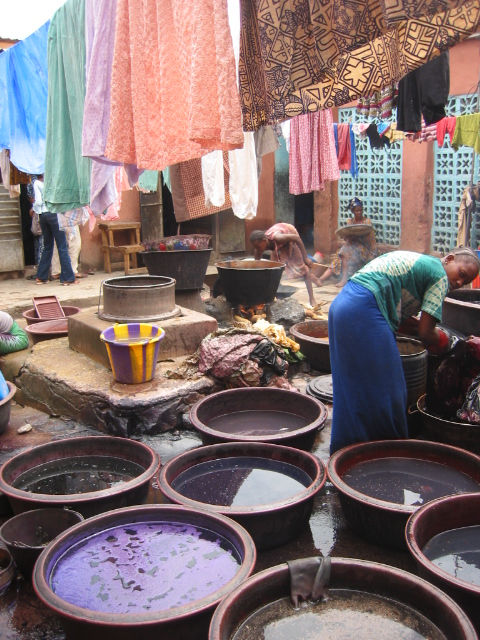
Färgare i arbete i Mali.

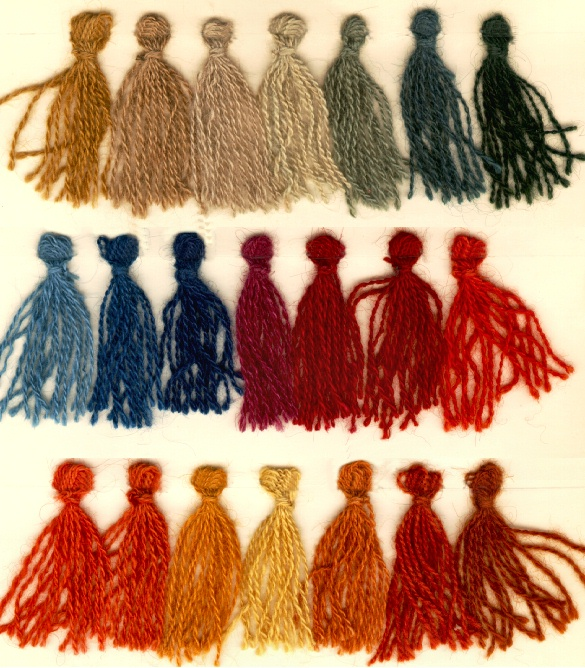
Färgat ullgarn.

En färgare är en hantverkare som arbetar med att färga tyger och andra textila material eller skinn.

## Yrkets historia
Färgare hade egna gillen i många medeltida städer. 

### Sverige
Före 1600-talets mitt bar de flesta människor ofärgade, grå plagg. Färgade textilier var då tilldags en lyx för de rika. Färgade textilier i Sverige var huvudsakligen importerade. Tygerna anskaffades från Flandern, Tyskland och Frankrike. Inhemsk tyg- och garnfärgning kom igång under 1600-talets senare del, men det var först under 1700-talet det blev vanligare även för majoriteten i samhället att klä sig i färgade plagg. Färgarnas skrå hade symbolen av två korslagda kyphakar.  Kyphaken var ett av färgarnas handredskap, av järn med träskaft, med vars hjälp tygsjok hanterades under färgning i det slags kar som kallades varmkyp. Även den blåfärgade handen var färgarnas egen symbol.